# Bacillus amyloliquefaciens
Bacillus amyloliquefaciens är en grampositiv stavformad bakterie  släktet Bacillus som är källan till BamHI-restriktionsenzymet. Den förekommer ofta i jord ute i naturen. Bakterien syntetiserar också ett naturligt antibiotiskt protein barnase, ett brett studerat ribonukleas som bildar ett välkänt tätt komplex med sin intracellulära hämmare barstar, och plantazolicin, ett antibiotikum med selektiv aktivitet mot Bacillus anthracis.
Det används inom jordbruk, vattenbruk och hydrokultur för att bekämpa rotpatogener som Ralstonia solanacearum, Pythium, Rhizoctonia solani, Alternaria tenuissima och Fusarium samt förbättra rottoleransen mot saltstress.De anses vara en tillväxtfrämjande rhizobakterier och har förmågan att snabbt kolonisera rötter.

## Upptäckt och namn
Bacillus amyloliquefaciens upptäcktes i jord 1943 av en japansk forskare vid namn Fukumoto, som gav bakterien dess namn eftersom den producerade (faciens) ett flytande amylas (amylo).

## Användning
Alfa-amylas från B. amyloliquefaciens används ofta vid stärkelsehydrolys. Det är också en källa till subtilisin, som katalyserar nedbrytningen av proteiner på liknande sätt som trypsin.

### Lantbruk
Bacillus amyloliquefaciens anses vara en rotkoloniserande biokontrollbakterie och används för att bekämpa vissa växtrotpatogener inom jordbruk, vattenbruk och hydroponik. Det har visat sig ge fördelar för växter i både jord och hydroponiska tillämpningar. Det agerar mot bakteriella och svamppatogener, och kan förhindra infektion genom konkurrensutslagning eller konkurrera ut den oönskade patogenen. Det har visat sig vara effektivt mot flera rotpatogener som skadar jordbrukets avkastning i jord och hydroponier, såsom Ralstonia solanacearum i cannabis sativa-hampa, tomater, Rhizoctonia solani i sallad, Pythium i cannabis sativa-hampa & tomater, Alternaria tenuissima i engelsk murgröna och Fusarium i bananer och gurkor. Det verkar också förbättra rottoleransen mot abiotisk stress, vilket gör att växter som majs kan tolerera höga saltkoncentrationer i hydroponiska applikationer, samtidigt som det minskar saltkoncentrationerna i växtvävnaden.

## Status som art
Från1940-talet till 1980-talet diskuterade bakteriologer huruvida B. amyloliquefaciens var en separat art eller en underart av Bacillus subtilis eller inte. Ärendet avgjordes 1987 då det fastställdes att det var en separat art.
I American Type Culture Collection är numret för B. amyloliquefaciens 23350.
Bacillus amyloliquefaciens FZB42, tillverkaren av antibiotikumet plantazolicin med ultrasnävt spektrum, omklassificerades 2015 till B. velezensis NRRL B-41580T (tillsammans med B. methylotrophicus KACC 13015 T och B. oryzicola2 KACC) typ 1 och B. oryzicola2 KACC-typ 1.